# Hewlett-Packard
 Ovo je glavno značenje pojma Hewlett-Packard. Za druga značenja pogledajte HP.
Hewlett-Packard Company (HP) jedna je od najvećih tehnoloških kompanija svijeta i ima podružnice u gotovo svakoj zemlji na svijetu. Sjedište tvrtke je u Pallo Altou u Kaliforniji, a ima i urede nekadašnje tvrtke Compaq, u Houstonu, Texas.
HP razvija i proizvodi računala, memorije, mrežnu opremu, pisače, programsku podršku te pruža servis za tu paletu proizvoda.
Drugu paletu proizvoda, koja uključuje elektroničke sustave i opremu za testiranje, medicinsku opremu (elektroničku) te opremu za kemijske analize proizvodi tvrtka Agilent Technologies koja je nastala 1999. kada se HP podijelio na dvije tvrtke.
HP svoje proizvode prodaje direktno potrošačima, malim, srednjim i velikim tvrtkama preko interneta ili preko svoje distribucijske mreže sačinjenje od brojnih tvrtki partnera HPa.
HP je prijavio 91,7 milijardi US$, a IBM 91,4 milijarde dolara, 2006. što ga čini najvećom svjetskom tehnološkom tvtkom po prodaji. 2007. prihod im je bio 104 milijarde US$, po prvi puta u svijetu neka je tehnološka tvrtka imala prihod veći od 100 milijardi dolara. 
2008. HP kupuje tvrtku EDS i zajednički prihod je 118,4 milijarde dolara, a na listi Fortune 500, 500 najvećih svjetskih kompanija HP zauzima 9 mjesto u 2009. godini i mjesto najveće tehnološke kompanije u svijetu. 

## Vanjske poveznice
- Službene stranice
- Web trgovina
- Muzej ispisne tehnologije Minnesota
- Muzej kalkulatora
- HP povijest